# Stich: Misja
Stich: Misja (tytuł oryginalny Stitch: The Movie) – kontynuacja filmu Lilo i Stich z 2002 roku. Amerykański film animowany wyprodukowany w 2003 roku przez Walt Disney Feature Animation.

## Wersja polska
Wersja polska: Start International Polska

Reżyseria: Joanna Wizmur

Wystąpili:
- Zofia Jaworowska – Lilo Pelekai
- Zbigniew Zamachowski – Stich
- Agnieszka Warchulska – Nani Pelekai
- Jacek Braciak – Agent Wendy Plikley
- Krzysztof Kowalewski – Jumba Jookiba
- Marcin Przybylski – David Kawena
- Przemysław Nikiel – Kobra Bąbel
- Teresa Budzisz-Krzyżanowska – Przewodnicząca Rady
- Andrzej Bogusz – Kapitan Gantu
- Paweł Galia – Chomikvader
- Adam Bauman
- Jacek Kopczyński 
 i inni

## Inne filmy z serii
- Lilo i Stich (2002)
- serial animowany Lilo i Stich (2003-2006)
- Lilo i Stich 2. Mały feler Sticha (2005)
- Leroy i Stich (2006)